# Totart

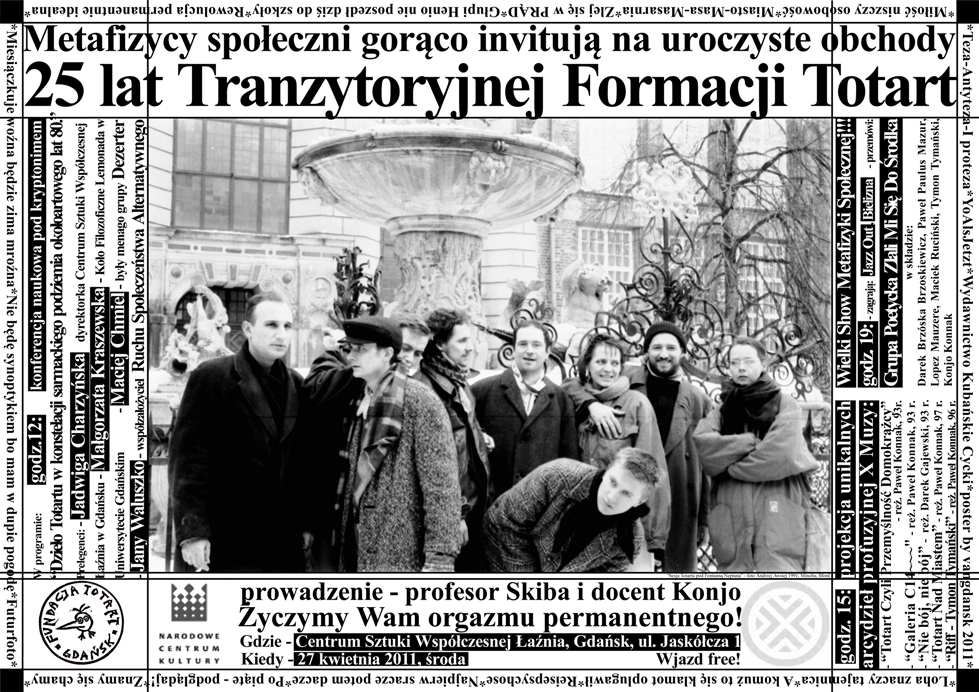
Plakat na 25-lecie Totartu

Tranzytoryjna Formacja Totart – formacja artystyczna powstała 23 kwietnia 1986 w Gdańsku. Tego dnia miał miejsce wieczór poetycki pt. „Miasto, masa, masarnia”, który zorganizowali studenci Wydziału Filologicznego Uniwersytetu Gdańskiego – Zbigniew Sajnóg, Paweł Konnak, Artur Kudłaty Kozdrowski, Tomasz Zając, Grzegorz Bral, Mariola Białołęcka, Iwona Bender oraz Wydziału Architektury Wnętrz PWSSP (obecnie ASP) – Bogdan Kubat. Do tej grupy dołączyli wkrótce Ryszard Tymon Tymański, Paweł Paulus Mazur, Wojciech Stamm (Lopez Mauzere) oraz Dariusz Brzóska Brzóskiewicz.

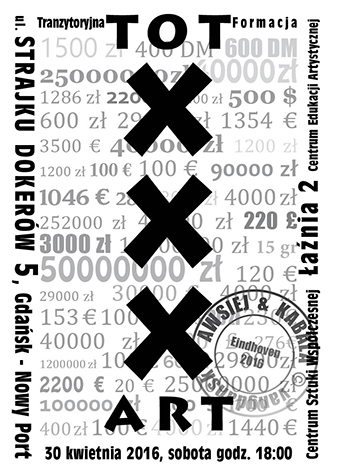
XXX lat Tranzytoryjnej Formacji Totart, CSW Łaźnia 2, Gdańsk Nowy-Port, ul. Strajku Dokerów 5 – projekt, ulotka, plakat – Andrzej Awsiej & Joanna E. Kabala – vangdansk, Eindhoven 2016

## Tranzytoryjna Formacja Totart
Tranzytoryjność Totartu przejawiała się w częstych zmianach formacji. Totart występował jako Imprzejawnikowy Solanarchistyczny Kabaret Profuzyjny „Zlew Polski”, Koncern Metafizyczno-Rozrywkowy "Pigułka Progresji", a także Totart Siódmej Generacji Scorpions.
W 1990 roku powstała Fundacja Totart. Celem Fundacji było "działanie na rzecz zbliżenia estetyki z egzystencją, wspomaganie pierwiastka twórczego w postaci sztuki, a poprzez nią oraz przez propagowanie filozofii i metod twórczego stosunku do rzeczywistości, technik medytacyjnych i autoterapeutycznych wpływanie w kierunku pogłębionego istnienia."
Z Totartem współpracowały grupy muzyczne i artystyczne z Gdańska, Łodzi, Warszawy, Wrocławia i innych miast, m.in.: YoAlsJetzt i Wydawnictwo Kubańskie Cycki (Andrzej Awsiej, Joanna Kabala, Maciej Wit Ruciński), Sni Sredstvom Za Uklanianie, Szelest Spadających Papierków (Sławek Ozzi Żamojda, Szymon Albrzykowski, Krzysztof Siemak, Siwy), Avoda Zara 55, Wspólnota Leeeżeć (Andrzej Miastkowski), Pomarańczowa Alternatywa (Krzysztof Skiba), Praffdata z Warszawy, Luxus, Dezerter, Wahehe, McMarian, Reportaż, One Million Bulgarians.
W ramach formacji działała Grupa Poetycka Zlali Mi Się Do Środka, której członkowie publikowali na łamach brulionu i Tygodnika Literackiego
W Gdańsku Totart wydawał wspierane finansowo przez Wydział Kultury Urzędu Miejskiego pismo „Metafizyka społeczna”. Założyciel grupy Zbigniew Sajnóg pisał w nim w 1992:
Kultura wysoka, plebejska, popowa, alternatywna, komputerowa – wszystko to jedna wielosegmentowa glizda – i na szmelc – bo się już tak wzajemnie sparaliżowało, zaparło, że nic tylko smród pęłga i konkretny widok przesłania.
W miejsce starego Sajnóg widział „suprakulturę”.
Totartyści uważali się za wyrazicieli prawdziwej sztuki. Według Pawła Konnaka Totart budował w Polsce podwaliny sztuki niezależnej i społeczeństwa alternatywnego.

## Kalendarium
Kalendarium działań Totartu było wielokrotnie publikowane i fragmenty z niego wyciągane, na przykład:
W czerwcu 1986 grupa próbowała wystąpić na punkowym koncercie w Chodzieży. Wobec niedopuszczenia jej tekstów do występu przez cenzurę, jej członkowie przyłączyli się do występu zespołu, którego teksty także został ocenzurowane. Po 15 minutach wspólnego występu, w czasie którego wywieszono transparent Sajnóga Miesiączkuje woźna, będzie zima mroźna – organizatorzy wyłączyli prąd. Nazwa grupy powstała z wymogu chwili. Jej występ musiał zostać ujęty w protokole – a nie miała ona swej nazwy – jako nazwę wpisano słowo z jednego z jej transparentów – Totart. W lipcu tego samego roku Totart rozpoczął artystyczną podróż po Polsce, którą miał zwieńczyć występ na studenckim festiwalu FAMA w Świnoujściu. Poruszająca się ciężarówką z plandeką grupa wywoływała swymi występami skandaliczne poruszenie w ośrodkach wczasowych, gdzie wystawiali swoje performance. W Świnoujściu zorganizowany został happening Szalet naszym schronem. Jury festiwalu obrzucono bombami z gazet.
W październiku Totart wystąpił w szpitalu psychiatrycznym na Srebrzysku, gdzie zamykano symulujących choroby psychiczne w celu uniknięcia służby wojskowej gdańskich działaczy środowisk alternatywnych. Przetrzymywani byli tam ludzie z Ruchu Społeczeństwa Alternatywnego (RSA) i Wolność i Pokój (WiP), którzy zaprzyjaźnili się z personelem, dzięki czemu mogło dojść do występu.
W maju 1988 roku Totart przystąpił do Sieci Wymiany Pozytywnej Międzymiastówki Anarchistycznej. Rok później wobec przekształcania się z Międzymiastówki w bardziej ścisłą Federację Anarchistyczną, Totart wycofał swój akces. W 1996 Totart zorganizował Muzeum Objazdowe. W wielu miastach w Polsce Paweł Konnak prezentował archiwalne filmy przedstawiające dokonania grupy. Od tamtego czasu grupa rozproszyła się.
Paulus i Krzysztof Siemak prowadzili w rozgłośni Radiostacja audycję „Windą na szafę”. Grupa organizowała przeglądy polskich fanzinów i artzinów, niezależnych wydawnictw drugiego obiegu o tematyce kulturalnej. Totart był organizatorem ukraińskich nocy, na których występowały ukraińskie zespoły rockowe, pokazów multimedialnych komuny artystycznej Praffdata, oprawy plastycznej do koncertów punkowej grupy Dezerter.

## Dziedzictwo Tranzytoryjnej Formacji Totart
- zlew – Totartyści zainspirowani kierunkami i zjawiskami takimi jak ekspresjonizm[4], dadaizm, surrealizm czy rosyjski futuryzm i zaum stali się prekursorami metody pisarskiej zwanej zlewem, polegającej na bezrefleksyjnym zapisie strumienia myśli. Metodę tę wykorzystuje też m.in. Kazik Staszewski
- yass
- Centrum Sztuki Współczesnej „Łaźnia” w Gdańsku – w 1992 roku powstała Fundacja "Otwarte Atelier", której współtwórcami byli: działająca przy Stowarzyszeniu KIS Galeria-Pracownia C14[5] (Andrzej Awsiej, Marek Rogulski, Joanna Kabala), Fundacja Totart oraz Galeria Wyspa (Grzegorz Klaman, Robert Rumas, Agnieszka Wołodźko, Piotr Wyrzykowski, Jacek Niegoda). Fundacja "Otwarte Atelier" doprowadziła do skomunalizowania budynku dawnej Łaźni Miejskiej, w której następnie powstało Centrum Sztuki Współczesnej „Łaźnia”.
- Publikacje literackie. Ich wiersze znalazły się w programie zajęć na polonistyce Uniwersytetu Gdańskiego. Książki trafiły do bibliotek uniwersyteckich w Polsce. O Tranzytorium Totartu powstają prace naukowe, najnowsza praca magisterska pochodzi z 2014 roku[6].
- Realizacje telewizyjne. Totartyści przygotowywali materiały m.in. do programów "Lalamido" oraz "Dzyndzylyndzy, czyli bruLion TV".